# Trechosia
Trechosia is een geslacht van kevers uit de familie van de loopkevers (Carabidae). De wetenschappelijke naam van het geslacht is voor het eerst geldig gepubliceerd in 1926 door Jeannel.

## Soorten
Het geslacht Trechosia omvat de volgende soorten:
- Trechosia aberdarensis Jeannel, 1935
- Trechosia ambigua (Peringuey, 1896)
- Trechosia aterrima (Peringuey, 1896)
- Trechosia dollmani Jeannel, 1960
- Trechosia intermedia Geginat, 2007
- Trechosia kogelbergensis Geginat, 2007
- Trechosia leleupi Jeannel, 1964
- Trechosia monticola (Peringuey, 1926)
- Trechosia montistabulae Jeannel, 1964
- Trechosia natalensis Jeannel, 1960
- Trechosia solutilis (Peringuey, 1908)